# Burleson, Texas
Burleson là một thành phố thuộc quận Johnson, tiểu bang Texas, Hoa Kỳ. Năm 2010, dân số của xã này là 36690 người.

## Dân số
- Dân số năm 2000: 20976 người.
- Dân số năm 2010: 36690 người.